# 丁錦孥
丁錦孥（？年—？年），新昌縣（今浙江省紹興地區）人。唐方的妻子。

## 生平
洪武年間，唐方為山東僉事，因獲罪被處死，按法律丁錦孥應當充公爲官婢。官吏奉命前來提解丁錦孥，有監護者見丁錦孥年輕貌美，藉機借了一把梳子幫丁錦孥梳頭髮。丁錦孥奪了梳子擲在地上。監護者拾起梳子將梳子還給丁錦孥。丁錦孥痛斥監護者並且不拿回梳子。丁錦孥對家人說：「此輩無禮，日後必定侮辱我，只有一死保全氣節。」丁錦孥坐轎路過陰澤，此處崖峭水深，丁錦孥趁機跳潭。因衣厚，身不能沉，她不慌不忙以手撐裙，隨著流水被淹沒，年僅二十八歲。後來，丁錦孥跳潭的地方，人們稱那個地方為「夫人潭」。

## 延伸阅读
[在维基数据编辑]
 《明史卷三百〇一》，出自《明史》